# Arbolada Ilusión
Arbolada Ilusión är en ort i Mexiko.   Den ligger i kommunen Oaxaca de Juárez och delstaten Oaxaca, i den sydöstra delen av landet, 400 km sydost om huvudstaden Mexico City. Arbolada Ilusión ligger 1 583 meter över havet och antalet invånare är 386.
Terrängen runt Arbolada Ilusión är huvudsakligen kuperad, men åt nordväst är den platt. Runt Arbolada Ilusión är det mycket tätbefolkat, med 3 494 invånare per kvadratkilometer. Närmaste större samhälle är Oaxaca de Juárez, 4,7 km öster om Arbolada Ilusión. Trakten runt Arbolada Ilusión består till största delen av jordbruksmark.